# ما ونگوانگ
ما ونگوانگ (انگلیسی: Ma Wenguang؛ زادهٔ ۹ اوت ۱۹۵۶) وزنه‌بردار اهل چین بود.  وی در بازی‌های المپیک تابستانی ۱۹۸۴ شرکت کرده‌است.